# Арман Жан дю Плеси дьо Ришельо
 Тази статия е за френския държавник от XVII век.  За френския аристократ на руска служба вижте Арман-Еманюел дю Плеси дьо Ришельо.  
Арман Жан дю Плеси дьо Ришельо (на френски: Armand Jean du Plessis de Richelieu) (9 септември 1585 – 4 декември 1642) е френски кардинал (от 1622) и държавник в епохата на Луи ХIІІ. През неговото фактическо управление на Франция като пръв министър (1624 – 42) той стабилизира държавата, без да извършва никакви големи реформи. Потушава стремежа на аристокрацията към самостоятелност и ликвидира хугенотската „държава в държавата“. Неговата намеса в Тридесетгодишната война на страната на протестантите (до 1635 г. с дипломация, след това с оръжие), се счита за революция в международните дела. Той осигурява победата на Франция, с което подготвя бъдещото ѝ могъщество при Луи ХІV. Кардинал Ришельо е създател на Френската академия и покровител на изкуствата.

## Ранни години
Арман Жан произхожда от областта Поату в западна Франция, но е роден в Париж. Той е трети син на Франсоа дю Плеси, господар на имението Ришельо, и на Сузан дьо Ла Порт, дъщеря на адвокат. Образова се в столицата първо в Колеж дьо Навар, после във военна академия. Младежът обаче е слаб и деликатен и военното обучение не му допада. Ето защо той се прехвърля в Колеж дьо Калви и се захваща с теология. Семейството му притежава правата върху епископското място в град Люсон в Поату и ако го пожелае, Арман Жан може да го получи. Още съвсем млад, той пътува до Рим и се среща с папа Павел V, който лично му дава духовен сан и го издига до епископ (1607). Още от този период на живота си Ришельо е амбициозен и иска да стигне до управлението на Франция. Той разчита най-вече на забележителните си политически способности, за които си дава сметка. Макар да е и слаб и с бледо лице, той притежава изключителна воля, умее да убеждава останалите в правотата си, владее голямо красноречие. Политиците, с които контактува, или привлича на стоя страна, или успешно неутрализира.

## Пътят до властта
От края на 1608 до края на 1614 г. Ришельо се грижи за своята малка епархия, далеч от голямата политика на кралството. По това време Франция се управлява от регентство, съставено след убийството на Анри ІV – първият владетел от династията на Бурбоните. Регенти са съпругата му Мария де Медичи и нейният италиански фаворит Кончино Кончини. Кралят Луи ХІІІ, който именно през 1614 г. навършва пълнолетие (13 години), всъщност е още дете. Първата стъпка към властта Ришельо прави по време на Генералните щати от 1614 – 1615 г., където участва като представител на духовенството. Там той говори в подкрепа на происпанската политика на регентите. За отплата те го правят капелан (частен свещеник) на новата кралица Ана Австрийска. Скоро идва и истинският пробив – през 1616 г. става държавен секретар на войната и външните работи. През март 1617 г. обаче Кончини е убит, кралицата-майка е изпратена в заточение в Блоа и Ришельо трябва да я придружи. Считан за опасен съперник от новия пръв министър Люин, Ришельо често сменя мястото на заточението си. В този период той остава верен на Мария де Медичи, помага ѝ в заговорите и неуспешните ѝ бунтове и през 1622 г. договаря връщането ѝ в кралския съвет.
От този момент вярната служба към кралицата-майка започва да му се отплаща. Тя неизменно говори на Луи за качествата и честността на Ришельо. След смъртта на Люин през 1621 г. в управлението на Франция се отваря вакуум. Страната се нуждае от енергичен и волеви човек, който да продължи борбата със своеволните аристократи и да я измъкне от сложната дипломатическа ситуация. Към този момент (началото на Тридесетгодишната война) Франция вече е обявила подкрепата си за протестантите, но Хабсбургските армии заемат силни позиции в северна Италия и по Рейн, заплашвайки да я обкръжат. В този критичен момент Мария де Медичи използва майчинското си влияние и убеждава краля да включи Ришельо в съвета, а от 13 август 1624 г. да го назначи за пръв министър.

## Вътрешна политика

### Предизвикателства
През всичките 18 години като пръв министър Ришельо води борба да задържи високия пост. Той зависи изцяло от волята на Луи ХІІІ – владетел с ограничени способности, но с високо съзнание за положението и задълженията си. Франция в началото на ХVІІ в. е по-скоро аристократична република, отколкото абсолютна монархия. Благородниците приемат като даденост, че могат да се месят в управлението и дори да определят кой да бъде монархът. Те подготвят редица заговори за премахването на първия министър – конспирацията на Шале (май 1626), в която участва кралският брат Гастон д’Орлеан; конфликтът с Мария де Медичи (ноември 1630), когато тя ултимативно иска от краля да уволни Ришельо, но без успех; въстанието в Лангедок (1632), водено от Анри ІІ дьо Монтморанси и подпомагано от Гастон и Мария де Медичи, както и от испанците; заговорът на граф дьо Соасон (1641), който навлиза с испанска армия от Нидерландия, разчитайки на въстание във вътрешността. Най-значителният заговор е организиран от младия кралски фаворит Сен Мар през 1642, в последните дни на кардинала. Той цели свалянето не само на Ришельо, но и на краля и заместването му с Гастон д’Орлеан. Зад него стоят испанците и при успех заговорниците трябва да придвижат Франция на тяхна страна в Тридесетгодишната война. Причините за постоянното напрежение са както принципни (различната концепция на министъра и аристокрацията за съотношението на силите), така и лични (диктаторския характер на управлението му). Сериозно влияние имат и външните сили, които се стремят да неутрализират Франция чрез персонални промени в управлението ѝ.

### Ликвидиране силата на хугенотите
Основна статия: Обсада на Ла Рошел
Съгласно Нантския едикт от 1598 г. хугенотите (френските протестанти-калвинисти) управляват „държава в държавата“. Още Люин предприема мерки за тяхното неутрализиране, продължени от Ришельо. И двамата разбират, че ограничаването силата на принцовете не може да стане, докато те имат зад гърба си хугенотската подкрепа. Към времето на Ришельо хугенотите са организирани в осем района, имат добре подготвена армия, главнокомандващ (херцогът на Роан) и около 35 укрепени града, главно в Поату, Гюйен и Лангедок. Имат си собствени събрания и по-голямо общо събрание. Сред тях идеята за всеобщо управление е господстваща, докато принципите на абсолютизма са напълно чужди. Ползват се с подкрепата на германските принцове, Англия и Обединените нидерландски провинции и мечтаят да постигнат фактическа независимост в своя собствена държава. Според кардинала те са анахронизъм, чието ликвидиране е по-спешно дори от евентуална война с Испания.
През 1625 г. хугенотите от Поату завземат островите Олерон и Ре, които защитават достъпа по море до главната им крепост Ла Рошел. Ришельо подписва тактически договор с тях, но не успява да предотврати съюза им с Англия. Френската армия се насочва към Ла Рошел под личната команда на краля, докато англичаните изпращат кораби, начело с херцог Бъкингам. Английската намеса обаче не сполучва – пристанището на града е блокирано от французите, обсадата се затяга и на 28 октомври 1628 г. Ла Рошел капитулира. С Англия се подписва мир, а Роан продължава съпротивата в Лангедок. Въпреки че испанците му се притичат на помощ, той не може да устои. На 28 юни 1629 г. той договаря с Ришельо едикта от Але: хугенотите запазват религиозните си права, но крепостите и военните им сили са ликвидирани.

### Укрепване на централната власт
Кардинал Ришельо не изпълнява план за трайно отслабване на аристокрацията. Той се стреми да насочи огромната ѝ енергия в полза на държавата, а не срещу нея. През 1626 – 1627 г. той свиква последното до 1788 г. събрание на благородниците, разделено на три части: кръвни аристократи (на шпагата), служебни аристократи (на тогата) и висши духовници. Надеждите му да ги приобщи към дейността на правителството остават без резултат, тъй като всяка група се грижи само за собствените си привилегии. Кардиналът е принуден да изостави и плановете си за разрушаване на провинциалните замъци и разполагане на войскови части в провинцията. Той не отменя и вредните практики като купуването на постове, не налага на благородниците никакъв данък. Изобщо, за разлика от своя сътрудник Мишел дьо Марияк, не смята, че държавата се нуждае от коренни реформи. Морияк е искал да се премахнат провинциите със собствени щати (pays d’états), които могат да се противопоставят законно на всяко решение на короната и да се заменят с пряко подчинени провинции (pays d’élection). Тази реформа не е проведена от Ришельо. Най-влиятелните органи, които оспорват издигането на кралската власт, остават Парламентите. Първият министър успява да ограничи силата им не чрез реформи, а като отстранява най-опасните им членове и постановява, че имат право само на две възражения срещу законите.
Така че кардинал Ришельо издига авторитета на кралската власт чрез пропаганда, а не чрез реформи. „Политическата мисъл на Ришельо, пише Фр. Майнеке, постулира, че във всяка държавна активност водещ трябва да бъде само държавният интерес, изчистен от всякакви частни и егоистични намерения.“ Интересно е заявлението на Антъни Леви: "[Ришельо] е верен на краля, но не като на човешко същество, което понякога едва харесва, а като на богопомазан монарх, натоварен с върховната власт в светските дела." Той наема няколко добри памфлетисти да напомнят непрекъснато колко е важно да се подкрепя държавата, разгръща цяла кампания с тази цел, включително създаването на първия вестник в света Gazette през 1631 г. Не пропуска случай да провокира патриотичните чувства на французите и да изгради за първи път национално вместо регионално съзнание. Така той поставя основите на абсолютната монархия, достигнала зенита си при Луи ХІV.

## Външна политика
В това отношение кардинал Ришельо действа също така прагматично. Той издига националните интереси на Франция над всичко друго и е готов да предприеме всякакви мерки за нейната сигурност. Х. Кисинджър нарича неговата концепция raison d’état, в смисъл, че държавата е над всичко. „Raison d’état замества средновековната концепция за универсални морални ценности като действащ принцип на френската политика.“ Във времето, когато громи хугенотите в страната, кардиналът подкрепя каузата на техните събратя протестанти в Тридесетгодишната война. Подобна политика не може да се обясни с господстващите за епохата религиозни възгледи, но се обяснява лесно, ако се гледа от позицията на френската държава.

### Защита на френските интереси
Първият министър приема, че основна заплаха за Франция е династията на Хабсбургите с двата си клона в Австрия и Испания. Конфликтът между френските крале и Хабсбургите датира още от края на ХV в., когато се повдига въпросът за Бургундското наследство. После той се ожесточава по времето на Франсоа І (1515 – 1547) и Анри ІІ (1547 – 1559). Тогава Франция, въпреки някои успехи, е в отбранителна позиция. Тя се съюзява както с протестантите, така и с мюсюлманите. В началото на ХVІІ в. Хабсбургите са във възход и опитват да си върнат влиянието чрез контрареформацията. Така започва Тридесетгодишната война (1618 – 1648), в която Франция от самото начало е активен участник. През 1625 г. Ришельо полага големи усилия да попречи на испанците да изпратят армия в северна Европа. Той блокира прохода Валтелин (по река Ада) и обсажда пристанището Генуа, където трябва да акостират испанските кораби. През 1627 г., когато френският херцог дьо Невер наследява Мантуа, а Хабсбургите се възпротивяват, Ришельо се заплита във Войната за мантуанското наследство. Испанците окупират Мантуа, докато французите завземат крепостите Казале и Пинероло. Ришельо продължава с дипломация и на райхстага през 1631 г. успява да принуди императора да върне Мантуа на Невер. Пинероло (отвъд Алпите) остава във френска власт и осигурява френското присъствие в Италия чак до 1696 г.
Намесата в Германия започва през 1624 г., когато е сключен съюз с холандците. На следващата година Ришельо активно съдейства за споразумението между Дания, Англия, Обединените провинции и Пфалц за обща атака срещу Хабсбургите (датския период на Тридесетгодишната война). След поражението на Кристиян ІV Ришельо намира друг съюзник, който да върти меча на протестантите – шведския крал Густав ІІ Адолф. Кардиналът спомага за сключването на мир между Швеция и Полша през 1629 г. и гарантира на шведите сериозна финансова помощ – 400 000 талера годишно за пет години. Френски агенти успяват да развалят съюза на баварския курфюрст Максимилиан І с императора (1630), изтъквайки националните му интереси пред религиозните. С тези действия, без да участва директно във войната, Ришельо поддържа жив духа на протестантите и не позволява Хабсбургите да се наложат. Същевременно френските войски завземат здрави позиции по Рейн, откъдето страната е много уязвима. Те предлагат протекторат над архиепископите на Кьолн и Трир, окупират Лотарингия (1631) и крепостта Филипсбург в Германия. С върховни усилия на дипломацията кардиналът контролира тази широка коалиция и дори решителния Густав Адолф. Смъртта на шведския крал през 1632 г. отново поставя каузата на протестантите под въпрос. Поражението на шведите при Ньордлинген през 1634 г. не оставя избор – Франция трябва да се намеси открито.

### Участие в Тридесетгодишната война
Основна статия: Френско-испанска война
Първата работа на френската армия е да окупира всички ключови крепости в Елзас и Лотарингия. Ришельо подновява съюзите си с Швеция и Обединените провинции за обща атака срещу Хабсбургите и официално обявява война на Испания. В Италия той организира Савоя, Парма и Мантуа в съюз против испанското владение Милано. Привиква известния пълководец Бернард фон Сакс-Ваймар на френска служба. Това не помага особено и следващата 1636 г. и най-опасната за Франция от десетилетия. Австрийската армия нахлува в Бургундия, испанската – в Пикардия, а конницата стига до Компиен. В столицата, на 80 км, настъпва паника. Нито кралят, нито кардиналът се поддават и със спешни мерки овладяват ситуацията. Хабсбургските армии са принудени да отстъпят. Ришельо организира нов тип въоръжени сили, начело на които застават двама изгряващи велики генерали – Анри дьо Тюрен и Луи, херцог д’Енгиен (по-късно известен като Великия Конде).
Французите и холандците нахлуват в Нидерландия и докато първите превземат Арас, с което цяла Артоа, вторите превземат Бреда. Пет месеца след смъртта на Ришельо Енгиенският херцог разбива испанците при Рокроа – велика негова победа. В това време Сакс-Ваймар действа успешно по Рейн, с помощта на Тюрен. Те превземат Брайзах (декември 1638), с което си отварят път към вътрешността на Германия и блокират пътя на испанците от Милано към Нидерландия. Договорът с Швеция е подновен в Хамбург, този път Франция обещава да плаща по 1 млн. ливри на година. Двете армии успешно си пробиват път към Виена – обстоятелство, което ще доведе след смъртта на кардинала до успешен край на Тридесетгодишната война. Що се отнася до Френско-испанската война, тя се развива с променлив успех до 1640 г., като французите атакуват Русийон и Каталония, но не могат да ги задържат трайно в ръцете си. Революциите в Каталония и Португалия, които започват тогава, нанасят тежък удар на испанската боеспособност. През 1642 г., малко преди Ришельо да умре, французите превземат Перпинян, с което и цялата област Русийон. Така границата между двете държави се установява по билото на Пиренеите.

### Новият свят
Към времето, в което Ришельо взема властта, французите имат няколко бази в Канада (Нова Франция), но в тях живеят не повече от 100 европейци. Първият министър настоява да се създаде Компанията за Нова Франция по подобие на Холандската източноиндийска компания, но тя няма същия успех. Франция насърчава своите колонисти да поддържат мирни отношения с индианците и да ги интегрират в живота на колониите. Така тя се надява да повиши силата им. Подобна политика, включително на смесени бракове, провежда губернаторът на Нова Франция Самюел дьо Шамплен. През 1627 г. Луи ХІІІ издава указ, че всеки индианец, приел католицизма, може да бъде считан за истински французин. Това повишава донякъде броя на колонистите и към 1666 г. (много след смъртта на Ришельо) те наброяват над 3200.

## Последни години
Към края на живота си кардинал Ришельо вече си е създал спорен имидж сред европейските политици. Тази оценка е изразена най-добре от папа Урбан VІІІ в прочутата му мисъл: „Ако има Бог, кардинал Ришельо ще трябва да отговаря за много работи. Ако няма… е, добре, тогава той живя успешно.“ Не по-различна е и кратката франа на Волтер, че „кардинал Ришельо умря… сподирен от възхищение и омраза“. Многобройните заговори, критиките на съвременниците му и непрекъснатият страх да не бъде уволнен от краля се отразяват на иначе силния му дух. Има и друго, което го сломява – многобройните му болести, които съпътстват последните му години: между тях малария, туберкулоза и плеврит. През лятото на 1642 г. той започва да плюе кръв, а тогавашните методи на лечение (пускане на кръв) бързо отнемат силите му. Усещайки, че умира, той посочва като свой наследник за пръв министър италианеца Джулио Мазарини.
Умира на 4 декември 1642 г. Погребан е в църквата на Сорбоната, а по-късно тялото му е преместено.

## Ришельо и изкуствата
Кардиналът а забележителен патрон на изкуствата. Той притежава несравнима библиотека, събрана с помощта на стотици агенти из европейските държави. През 1660 г. тя е предадена на Сорбоната. Той поощрява литературната кариера на писатели като Пиер Корней. Основател е на Френската академия през 1635 г. По негова заповед е построен дворецът Пале-Кардинал, който днес се нарича Пале-Роял. Неговият архитект Жак Льомерсие получава задачата да построи в Поату замък и град, наречени на името на кардинала (градът съществува и днес). Кардиналът притежава колекция от картини, включително от Леонардо да Винчи, Никола Пусен, Тициан, Рубенс и дел Сарто. Известни скулптори и художници работят по неговия лик. Сред най-известните му изображения са „тройният портрет“ от Филип дьо Шампен и бюстът от Бернини.

## Наследство и почит
Кардинал Ришельо е обезсмъртен в прочутия роман на Александър Дюма „Тримата мускетари“, както и в многобройните филми, направени по него. До днес са известни над 90 филма и предавания, в които той е един от героите. На него са наречени улица в Париж, река в Канада, едно от крилата на Лувъра, както и френски боен кораб.